# Pornostar (filme)
Pornostar (kanji:ポ ル ノ ス タ ー Porunostā) é um filme japonês de 1998, do gênero drama, dirigido por Toshiaki Toyoda. Foi lançado em 10 de outubro de 1998.

## Enredo
O psicopata Arano chega em Tóquio com uma bolsa cheia de facas com a intenção de matar Yakuza. Ele fica próximo ao gangster ralé Kamijo, que foi designado pelo velho chefe Yakuza para matar o gangster Matsunaga, mas ele não é um assassino. Quando Arano mata dois traficantes americanos, Kamijo rouba uma boombox com drogas. Mas a jovem prostituta Alice convence Arano a roubar as drogas e viajar com ela para Fiji. Quando ela desaparece com as drogas, Arano começa sua onda de crime contra a Yakuza.

## Elenco
- Akaji Maro
- Kiyohiko Shibukawa
- Koji Chihara as Arano
- Onimaru as Kamijo
- Rin Ozawa

## Recepção critica
Tom Mes do site Midnight Eye disse: "Pornostar não é um filme perfeito, mas é uma das características de estreia que, embora sendo visivelmente subdesenvolvida, no entanto, mostra uma grande quantidade de promessas pelo diretor."